# Jean-Luc Bouilleret
Jean-Luc Bouilleret (Arbois, 28 ottobre 1953) è un arcivescovo cattolico francese, dal 10 ottobre 2013 arcivescovo metropolita di Besançon.

## Biografia

### Formazione e ministero sacerdotale
Ha svolto gli studi secondari nel seminario minore di Vaux-sur-Poligny e dopo aver conseguito un baccalaureato a Dole nel 1972, ha frequentato il seminario maggiore a Dijon e la Pontificia Università Gregoriana, laureandosi nel 1981 in teologia morale; in seguito è stato ordinato sacerdote il 28 giugno 1981. 
È divenuto membro dell'équipe presbiterale "Salin-les-Bains" fino al 1990, quando è stato nominato parroco di Orchamps, Etrepigney, Our, Audelage e Chatenois. 
Dal 1994 ha svolto il suo ministero come parroco presso la parrocchia di "Saint Pierre-Etienne". Dal 1996 è stato nominato direttore e docente di teologia morale presso il seminario universitario di Lione.

### Ministero episcopale
Il 10 marzo 2003 papa Giovanni Paolo II lo ha nominato vescovo di Amiens. 
L'11 maggio 2003 ha ricevuto la consacrazione episcopale dalle mani del vescovo Jacques Noyer, suo predecessore alla guida della diocesi di Amiens, co-consacranti l'arcivescovo di Reims Thierry Romain Camille Jordan e il vescovo di Saint-Claude Yves François Patenôtre.
All'interno della Conferenza Episcopale Francese ha ricoperto il ruolo di presidente della commissione episcopale per i ministri ordinati e i laici in missione ecclesiale. 
Il 10 ottobre 2013 papa Francesco lo ha nominato arcivescovo metropolita di Besançon. Si è insediato nella Cattedrale di Besançon il 17 novembre seguente ed il 29 giugno 2014 ha ricevuto il pallio dalle mani del Papa. 
L'8 dicembre 2016, memoria liturgica dell'Immacolata, patrona della diocesi di Besançon, ha convocato un sinodo diocesano dal tema "Osiamo un nuovo slancio verso una Chiesa discepolo-missionaria". Un periodo di ampia consultazione ha preceduto l'apertura formale che è avvenuta il 10 dicembre 2017. Dopo due anni di lavoro e tre sessioni dell'assemblea sinodale, ha chiuso il sinodo il 6 ottobre 2019 pubblicando ufficialmente gli atti.

## Genealogia episcopale e successione apostolica
La genealogia episcopale è:
- Cardinale Scipione Rebiba
- Cardinale Giulio Antonio Santori
- Cardinale Girolamo Bernerio, O.P.
- Arcivescovo Galeazzo Sanvitale
- Cardinale Ludovico Ludovisi
- Cardinale Luigi Caetani
- Cardinale Ulderico Carpegna
- Cardinale Paluzzo Paluzzi Altieri degli Albertoni
- Papa Benedetto XIII
- Papa Benedetto XIV
- Papa Clemente XIII
- Cardinale Giovanni Francesco Albani
- Cardinale Carlo Rezzonico
- Cardinale Antonio Dugnani
- Arcivescovo Jean-Charles de Coucy
- Cardinale Gustave-Maximilien-Juste de Croÿ-Solre
- Vescovo Charles-Auguste-Marie-Joseph Forbin-Janson
- Cardinale François-Auguste-Ferdinand Donnet
- Vescovo Charles-Emile Freppel
- Cardinale Louis-Henri-Joseph Luçon
- Cardinale Charles-Henri-Joseph Binet
- Cardinale Maurice Feltin
- Vescovo Henri-Louis-Marie Mazerat
- Vescovo Henri-François-Marie-Pierre Derouet
- Vescovo Jacques Noyer
- Arcivescovo Jean-Luc Bouilleret

La successione apostolica è:
- Vescovo Jean-Paul Gabriel Émile Gusching (2014)
- Vescovo Dominique Marie Joseph Blanchet, Ist. del Prado (2015)
- Vescovo Didier Norman Raymond Berthet (2016)
- Vescovo Jean-Luc Gérard Garin (2021)
- Vescovo François Gourdon (2025)